# Amauronematus vittatus
Amauronematus vittatus är en stekelart som först beskrevs av Audinet-serville 1823.  Amauronematus vittatus ingår i släktet Amauronematus, och familjen bladsteklar. Arten är reproducerande i Sverige.